# Carl Theodor Sørensen (författare)

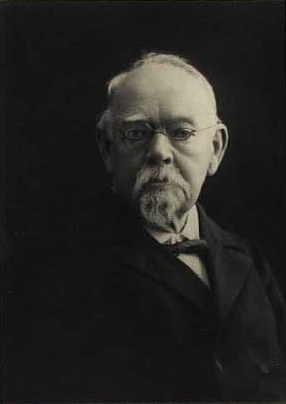
Carl Theodor Sørensen.

Carl Theodor Sørensen, född den 29 april 1824 i Köpenhamn, död där den 19 oktober 1914, var en dansk krigshistorisk författare.
Sørensen var student, då upproret utbröt 1848. Han inträdde genast som frivillig i hären och blev tidigt officer. År 1864 förde han ett kompani och utnämndes samma år till kapten, men lämnade 1879 tjänsten. Redan som löjtnant i Rendsborg fäste Sørensen sin uppmärksamhet på prins Karls av Hessen arkiv, som dittills varit obeaktat, trots att det innehöll viktiga upplysningar om Danmarks militära och politiska historia omkring 1800. Efter fortsatta studier i Köpenhamn författade Sørensen Kampen om Norge 1813–1814 (2 band, 1871). Därefter anställd i krigsministeriets arkiv, utarbetade han på krigsministeriets begäran Den anden slesvigske Krig (3 band, 1883) samt utgav Meddelelser fra Krigsarkiverne (4 band, 1883–1890), innehållande aktstycken till härens historia 1794–1809 med ypperliga inledningar, som kastar nytt ljus även över de politiska förhållandena under nämnda period. Som avgjord motståndare till krigsministerns befästningsplaner, vilka han under pseudonymen S. Kjetterup skarpt kritiserade i tidningar och broschyrer, avlägsnades Sørensen 1890 från befattningen som redaktör av ovannämnda samling. Senare utgav han Erindringer fra første Regiment 1864 (1891) och Bernadotte i Norden (3 band, 1902–1904). 